# Bišečki Vrh
Bišečki Vrh este o localitate din comuna Trnovska vas, Slovenia, cu o populație de 158 de locuitori.